# FOB (建築設計事務所)
FOB（エフオービー）は、日本のアトリエ系建築設計事務所。遠藤昭彦、梅林克、松本正らで設立し主宰。

## 人物
- 梅林克（1963年（昭和38年） -  ）
京都府生まれ
1987年（昭和62年）、大阪芸術大学美術学部建築学科卒業
1987年（昭和62年）、高松伸建築設計事務所
1993年（平成5年）、カツ ウメバヤシ アーキテクツ設立
1994年（平成6年）、F.O.Bアソシエイション設立
1996年（平成8年）、遠藤昭彦,松本正とF.O.B+@Limite共同設立

現在､京都造形芸術大学芸術学部,立命館大学工学部,京都精華大学美術学部非常勤講師

## 受賞
- 1997年（平成9年）、｢AURA｣で東京建築士会住宅建築賞

## FOB作品
- E邸(2009年（平成21年）、大阪府堺市）
- M邸 (2009年（平成21年）、静岡県御殿場市）
- M邸(2008年（平成20年）、千葉県松戸市）
- H邸(2005年（平成17年）、東京都杉並区）
- S邸-TYPE D (2005年（平成17年）、東京都武蔵野市）
- BLANCREA (2005年（平成17年）、東京都渋谷区）
- S-BLANC (2004年（平成16年）、神奈川県川崎市）
- O邸-TYPE C(2004年（平成16年）、さいたま市）
- Y邸-TYPE C(2003年（平成15年）、栃木県 歯科医院併用住宅）
- T邸-type C(2003年（平成15年））
- K邸-type A (2003年（平成15年）、秋田市）